# Platyspermation crassifolium
Espèce
Statut de conservation UICN

 NT  : Quasi menacé
Platyspermation crassifolium est une espèce de plantes de la famille des Escalloniacées.